# Chlorophytum arcuatoramosum
Chlorophytum arcuatoramosum är en sparrisväxtart som beskrevs av R.B.Drumm. Chlorophytum arcuatoramosum ingår i släktet ampelliljor, och familjen sparrisväxter. Inga underarter finns listade i Catalogue of Life.